# CD Chingale
Clube de Desportos Chingale de Tete w skrócie CD Chingale – mozambicki klub piłkarski, grający w trzeciej, a niegdyś w pierwszej lidze mozambickiej, mający siedzibę  w mieście Tete.

## Sukcesy
- Puchar Mozambiku[1]
  - finał (2): 2008, 2011.

## Występy w afrykańskich pucharach
| Sezon | Rozgrywki  | Runda   | Kraj             | Klub                     | Dom | Wyjazd | Dwumecz      |
| ----- | ---------- | ------- | ---------------- | ------------------------ | --- | ------ | ------------ |
| 2000  | Puchar CAF | wstępna | Gwinea Równikowa | CD Elá Nguema            | 1–0 | 0–1    | 1–1 (k. 4–2) |
| 2000  | Puchar CAF | 1       | Tunezja          | Étoile Sportive du Sahel | 0–1 | 0–10   | 0–11         |

## Stadion
Domowe mecze klub rozgrywa na stadionie o nazwie Estádio do Chingale w Tete, który może pomieścić 6000 widzów.